# Pathfinder - La leggenda del guerriero vichingo
Pathfinder - La leggenda del guerriero vichingo (Pathfinder) è un film del 2007 diretto da Marcus Nispel.
Film d'azione vagamente ispirato a L'arciere di ghiaccio, pellicola norvegese del 1987. Parla di un vichingo che, perdutosi da bambino ed entrato a far parte di una tribù di nativi americani, da adulto si trova a dover difendere la tribù dal proprio popolo di origine. Nel film i vichinghi si esprimono nel loro linguaggio, ovvero in norreno. 

## Trama
Fantasma è il figlio del capo di una banda di berserker vichinghi alla ricerca di una nuova terra in Nord America. Dopo aver compiuto varie scorrerie e massacri, il suo clan si dirige verso nuovi villaggi indigeni con l'intento di continuare la sua opera di razzia, ma resta vittima di una tempesta che distrugge la sua drakkar uccidendo tutti tranne il giovane Fantasma. Il ragazzo viene fortunosamente trovato da una donna indigena che riesce a introdurlo ai costumi e alla cultura del suo popolo. Una volta raggiunta la maturità, Fantasma, come i membri maschi della sua nuova tribù, desidera ardentemente diventare un guerriero, ma incontra le resistenze del capo-tribù che non lo considera abbastanza maturo spiritualmente da assumersi questo compito. Solo quando si sarà liberato dai demoni del suo passato, gli dice l'anziano saggio, allora verrà considerato in tutto e per tutto un uomo.
Il destino non sembra favorire Fantasma: infatti, una nuova banda di terribili vichinghi giunge dalla Scandinavia con gli abituali propositi di sterminio e di conquista. Accorgendosi per primo del pericolo dal momento che riconosce le imbarcazioni vichinghe, Fantasma tenta di avvisare la gente del suo villaggio, ma arriva troppo tardi; tutti gli indigeni sono stati massacrati, inclusa sua madre. Catturato dagli odiati nemici, viene riconosciuto come un "membro" della loro razza, ma riesce a scappare. Inseguito come una preda, sfrutta le conoscenze del territorio per confondere i vichinghi e alla fine si rifugia in un altro villaggio indigeno. Qui prega il capo-tribù di scappare con tutti gli abitanti del luogo, ma i maschi più giovani intendono restare ad affrontare gli "uomini-drago"; Fantasma decide, quindi, di fronteggiare personalmente questi guerrieri vichinghi per scoprire a quale popolo appartiene veramente, ed in questo viene affiancato dalla figlia del capo-tribù.
Dopo che i guerrieri indigeni sono caduti vittima di una trappola ingegnata dallo stesso Fantasma, lui, insieme al capo-tribù e alla figlia di lui vengono catturati dai vichinghi; il capo di questi vuole sapere dove siano situati gli altri insediamenti indigeni, ma il capo-tribù non cede né alle minacce, né alla tortura, e per questo viene brutalmente giustiziato. Quando anche la figlia sta per subire la stessa sorte, Fantasma preferisce rivelare l'ubicazione dell'altro villaggio.
Guidandoli verso la località, Fantasma dice al signore vichingo che l'unico modo per raggiungere il villaggio è arrampicarsi su un versante della montagna e da lì proseguire per una stretto sentiero: inoltre, per evitare che gli uomini possano cadere nel burrone sottostante, consiglia di legarsi tutti con una fune. Il vichingo accoglie con fiducia questo consiglio, credendo che Fantasma abbia finalmente compreso di appartenere alla sua razza, ma alla fine questa decisione si rivela un fatale errore: dopo averli ingannati, Fantasma fa in modo che l'ultimo uomo della fila cada nella gola, trascinando con sé i compagni legati. Il guerriero vichingo, infuriato per il tradimento, riesce a liberarsi della fune cercando di uccidere Fantasma, ma dopo un breve scontro quest'ultimo riesce a sopraffarlo, facendolo pericolosamente pendere da un appiglio scivoloso. Senza speranza di sopravvivere, il vichingo chiede a Fantasma di dargli una morte onorata con la spada, da fiero membro della sua razza: a questo punto Fantasma comprende a quale popolo appartenga veramente, e lascia cadere impietosamente il suo nemico senza trafiggerlo con la spada.

## Distribuzione
Il film ha debuttato negli Stati Uniti il 13 aprile 2007, e in Italia il 24 agosto 2007.

## Merchandise
La Dark Horse Comics ha prodotto una graphic novel basata sul film, intitolata Pathfinder.